# Pesten születettek listája
Ez a lista a Pest városában 1873. november 17. előtt születettek névsorát tartalmazza.

## Pesten születtek

### 1800-ig
- 1718. Conradi Norbert piarista rendi tanár, rendtartományi főnök, költő
- 1732. november 10. Grassalkovich Franciska Grassalkovich Antal leánya
- 1734. augusztus 24. Grassalkovich Antal birodalmi herceg, Bodrog és Zólyom vármegye főispánja
- 1744. szeptember 11. Ege Sándor piarista rendi pap, tanár
- 1755. július 20. Martinovics Ignác bölcseleti és teológiai doktor, fizikus, kémikus, politikai kalandor, a magyar jakobinus mozgalom vezére
- 1756. január 4. Boráros János magyar politikus, Pest városi főbírája, alpolgármester
- 1767. szeptember 6. Grassalkovich Erzsébet Esterházy Ferenc gróf felesége
- 1767. november 7. Fekete Ferenc császári és királyi kamarás
- 1772. január 2. Jankovich Miklós könyv-, régiség- és műgyűjtő, történész, az MTA tiszteleti tagja
- 1776 Mayerffy Ferenc serfőzőmester, szőlész, Ferihegy városrész névadója, a Lovaregylet alapítója
- 1784. szeptember 19. Keglevich Gábor politikus, nagybirtokos, jogász, az MTA igazgatósági tagja
- 1787. július 31. Stáhly Ignác országos főorvos, egyetemi tanár
- 1787. december 11. Carabelli György sebész, fogorvos
- 1789. december 8. Hild József építész
- 1790. október 24. Teleki József magyar történetíró, Erdély kormányzója
- 1791. Ehrenreich Sándor Ádám réz- és acélmetsző
- 1795 Láng Adolf Ferenc botanikus, zoológus, gyógyszerész, az MTA tagja

### 1800–1825 között
- 1803. Ifj. Zitterbarth Mátyás A pesti klasszicista építészet egyik legjelentősebb mestere
- 1803. Bene Ferenc orvos
- 1805. Goldberger Adolf orvosdoktor
- 1805. január 27. Machik József ügyvéd, műegyetemi tanár
- 1805. július 9. Szén József magyar sakkozó volt, a 19. század első felének egyik legjobbja a világon
- 1806. január 2. Id. Szőgyény-Marich László császári és királyi kamarás, tanácsos, az Aranygyapjas rend vitéze, az MTA igazgatósági tagja
- 1806. november 11. Rottenbiller Lipót Pest városa polgármestere, majd főpolgármestere
- 1808. április 18. Karacs Teréz pedagógus, író, a nőnevelés egyik úttörője
- 1808. szeptember 1. Hugó Károly magyar drámaíró
- 1809. március 7. Szentkirályi Móric magyar politikus, Pest-Pilis-Solt-Kiskun vármegye alispánja és országgyűlési képviselője
- 1809. május 18. Vállas Antal magyar mérnök, matematikus, egyetemi tanár, az MTA tagja
- 1810. július 3. Melczer István az utolsó királyi személynök, főrendiházi tag
- 1810. július 15. Löwenthal János Jakab magyar sakkozó, korának egyik legjobbja. Sakkíró, feladványszerző
- 1812. június 27. Andrei Mocsonyi magyarországi román politikus
- 1813. Jósika Júlia írónő, Jósika Miklós író felesége
- 1813. Diescher János orvos, egyetemi tanár
- 1813. április 22. Forgách Ágoston címzetes püspök, nagyprépost, főispán
- 1814. Brill Sámuel Lőb rabi
- 1814. június 21. Wenckheim László mezőgazdász, lótenyésztő
- 1816. január 12. Arenstein József matematikus, az MTA tagja
- 1816. március 5. Margó Tivadar szerb orvos, honvédorvos, zoológus, egyetemi tanár, az MTA tagja
- 1816. december 20. Bene Rudolf orvos, főorvos
- 1818. május 24. Weber Henrik festőművész
- 1819. január 5. Remellay Gusztáv magyar író, újságíró
- 1818. augusztus 12. Sztrokay Elek katonatiszt, hadtudományi író
- 1819. július 17. Bellaagh József jogtudor, pesti váltójegyző, az államvizsgálati bizottmány bírói s jogtörténelmi osztályának tagja
- 1819. augusztus 18. Konek Sándor statisztikus, jogtudós, az MTA rendes tagja
- 1819. augusztus 20. Gorove István politikus, miniszter, közgazdász, az MTA tagja
- 1820. február 23. Horvát Árpád magyar történész, az MTA tagja.
- 1821. február 20. Feszl Frigyes építész, a magyar romantikus építészet egyik legjelesebb mestere
- 1821. március 19. Bayer József Ágost honvéd ezredes, történetíró, katonai szakíró
- 1822. január 1. Figyelmessy Fülöp honvéd őrnagy, az amerikai polgárháborúban az északiak ezredese
- 1822. január 16. Orczy Béla magyar országbíró, politikus, miniszter
- 1822. január 22. Ifj. Markó Károly festőművész
- 1822. október 11. Fabiny Teofil jogász, igazságügy-miniszter
- 1823. február 28. Rajner Pál magyar politikus, főispán, 1869 és 1871 között belügyminiszter
- 1823. október 9. Weber Antal magyar építész
- 1824. március 22. Lemouton Emília író, műfordító
- 1824. június 20. Podmaniczky Frigyes magyar politikus, író, az MTA tagja

### 1825–1850 között
- 1825. június 22. Gróf Zay Albert császári és királyi huszárszázados, országgyűlési képviselő
- 1827. május 7. Vajda János magyar költő, hírlapíró, a Kisfaludy Társaság rendes tagja
- 1828. Lewin Jakab közgazdász, statisztikus, kereskedelmi akadémiai igazgató
- 1828. október 7. Falk Miksa író, politikus, az MTA tagja
- 1829. Bauer Mária Bernát katolikus pap
- 1829. május 4. Kamermayer Károly, Budapest első polgármestere
- 1829. június 14. Laky Adolf ötvösművész, mecénás
- 1829. július 16. Ráday Gedeon királyi biztos, katona
- 1829. augusztus 2. Felix Philipp Kanitz osztrák műtörténész és etnográfus
- 1830. január 23. Csapó Mária írónő, szerkesztő, fordító, Vachott Sándor felesége, Petőfi Sándor szerelmének, Csapó Etelkának a húga
- 1830. november 10. Kánya Emília Az ország első női lapszerkesztője
- 1830. november 29. Rosti Pál földrajztudós, néprajztudós, fotográfus, az MTA tagja
- 1831. február 28. Wahrmann Mór nagykereskedő, befektető, felekezeti vezető, politikus
- 1831. november 10. Károlyi Sándor politikus, kórházalapító, az MTA tagja
- 1831. november 22. Szapáry László lovassági tábornok, alezredes, titkos tanácsos
- 1832. Degen Jenő plébános, egyházi író
- 1832. november 1. Szapáry Gyula politikus, főispán, Magyarország miniszterelnöke
- 1833. Tauszki Rudolf katonaorvos a magyar szabadságharcban, az itáliai Magyar Légióban, majd az amerikai polgárháborúban
- 1833. Farkas Mihály jogász
- 1833. január 20. Landau Alajos főreáliskolai rajztanár
- 1833. február 2. Balogh Zoltán földbirtokos, költő
- 1833. március 19. Pfeifer Ferdinánd könyvkiadó, könyvkereskedő
- 1833. augusztus 19. Kápolnai Pauer István katonatiszt, hadtudós, hadtörténész, az MTA tagja, harcolt Garibaldi hadjárataiban
- 1833. december 27. Haraszthy Géza magyar származású amerikai katona, harcolt az amerikai polgárháborúban az unionisták oldalán, majd a nicaraguai polgárháborúban vett részt.
- 1834. április 30. Weninger Vince magyar közgazdász
- 1834. május 24. Degen Gusztáv jogakadémiai tanár, politikus, jogi író
- 1834. november 4. Zlinszky Imre a budapesti ítélőtábla bírája, jogi szakíró, az MTA tagja
- 1835. május 18. Gerlóczy Károly Budapest első alpolgármestere
- 1835. augusztus 2. Miksó István teológiai doktor, római katolikus plébános, kanonok, egyházi író
- 1836. augusztus 23. Habsburg–Lotaringiai Mária Henrietta belga királyné osztrák főhercegnő, magyar és cseh királyi hercegnő, József nádor legkisebb leánya
- 1835. december 11. Lipp Vilmos bölcseleti doktor, régész, csorna-premontrei kanonok és főgimnáziumi igazgató
- 1837. február 3. Széchenyi Béla koronaőr, utazó
- 1837. március 31. Gerlóczy Gyula jogász, egyetemi tanár
- 1837. április 8. Au Alajos zeneszerző
- 1838. április 16. Wagner Sándor festő
- 1838. május 22. Báthory Nándor pedagógus, a belvárosi reáliskola igazgatója
- 1838. október 18. Schöney Lázár katonaorvos az amerikai polgárháborúban, a New York-i Tudományos Akadémia tagja, főiskolai tanár.
- 1838. október 31. Balogh Tihamér magyar tárca és novellaszerző, orvos
- 1839. február 7. Beniczkyné Bajza Lenke magyar írónő, újságírónő
- 1839. június 29. Bignio Lajos olasz származású magyar operaénekes
- 1839. július 31. Szabados Géza magyar zenetanár, dalszerző
- 1839. október 29. Steindl Imre építész, műegyetemi tanár, az MTA tagja
- 1839. november 14. Maszlaghy Ferenc esztergomi prépost-kanonok, választott püspök
- 1839. december 22. Kállay Béni politikus, diplomata, történész. Az MTA és az Osztrák Tudományos Akadémia tagja, Bosznia kormányzója, az Osztrák–Magyar Monarchia közös pénzügyminisztere
- 1840 Forinyák Géza joghallgató, a magyar nemzeti függetlenség mártírja
- 1840. március 4. Bajza Jenő magyar író
- 1840. április 5. Hajnik Imre jogtudós, jogtörténész, az MTA tagja
- 1840. október 20. Böckh János bányamérnök, geológus, miniszteri osztálytanácsos, az MTA tagja, a Magyar Királyi Földtani Intézet igazgatója
- 1841. február 5. Lechner Gyula szobrász, festő, iparművész, tanár és író
- 1841. március 10. Engeszer Károly pénzügyi fogalmazó
- 1841. április 6. Altenburger Gusztáv fővárosi hivatalnok
- 1841. május 28. Wagner László bölcseleti doktor, mezőgazda, műegyetemi tanár
- 1841. november 4. Alexandru Mocsonyi magyarországi román politikus, zeneszerző
- 1841. november 16. Kossuth Ferenc Kossuth Lajos idősebbik fia, politikus, országgyűlési képviselő
- 1841. november 19. Schulek Frigyes építész, műegyetemi tanár, az MTA tagja
- 1842. Brám Miksa mérnök, miniszteri tanácsos
- 1842. január 20. Császár Károly bölcsész, főreáliskolai tanár, piarista rendi szerzetes
- 1842. január 20. Konkoly Thege Miklós csillagász, meteorológus, az MTA tagja
- 1842. február 12. Barnay Ludwig német színész
- 1842. április 25. Parádi Kálmán zoológus, tanár, filozófiai író
- 1842. október 12. Matlekovits Sándor jogász, szakíró, politikus, egyetemi tanár, az MTA tagja
- 1843. január 17. Festetics Andor politikus, miniszter, főúr
- 1843. március 5. Emich Gusztáv nyomdatörténet-író, könyvkiadó, országgyűlési képviselő, zoológus
- 1843. április 21. Schulek Vilmos orvos, szemész, az MTA tagja
- 1843. augusztus 6. Heller Ágost fizikus, tudománytörténész, az MTA tagja
- 1844. január 16. Linhart György gazdasági akadémiai tanár
- 1844. március 19. Fröhlich Róbert református lelkész, régész, akadémikus, az MTA Könyvtára főkönyvtárnoka
- 1844. április 20. Kőrösy József statisztikus, higiénikus, az MTA tagja
- 1844. április 23. Vörösmarty Béla igazságügyi államtitkár, a Kúria másodelnöke
- 1844. június 4. Toldy István magyar újságíró, író
- 1844. július 19. Székács Ferenc bíró, jogi szakíró
- 1844. szeptember 17. Puskás Tivadar mérnök, a Telefonhírmondó feltalálója
- 1845. február 3. Károlyi István politikus, az MTA igazgatósági tagja, országgyűlési képviselő
- 1846. Wohl Janka az első magyar zsidó írónő
- 1846. június 10. Plósz Sándor jogász, egyetemi tanár, igazságügyminiszter, az MTA tagja
- 1846. július 12. Szekrényessy Kálmán repülőgép-konstruktőr, több sportág hazai meghonosítója, az MTK és számos sportklub alapítója, a Balaton és a Boden-tó első átúszója.
- 1847. január 1. Beliczay Jónás jogi doktor
- 1847. január 18. Dobos C. József magyar cukrász, szakácsmester, szakíró
- 1847. augusztus 7. Seefehlner Gyula császári és királyi állami gépgyári főfelügyelő
- 1848. Wohl Stefánia magyar írónő, Wohl Janka húga
- 1848. február 15. Morelli Gusztáv fametsző, a fametszés tanára
- 1848. március 7. Zsigmondy Béla magyar gépészmérnök, hídépítő
- 1848. március 30. Puskás Ferenc az első budapesti telefonközpont megépítője és első igazgatója
- 1848. április 30. Nádaskay Béla állatorvos és orvosdoktor, a leíró- és tájbonctan tanára
- 1848. május 7. Kauser József magyar építész
- 1848. október 21. Deutsch Antal újságíró, közgazdasági és gazdaságtörténeti író
- 1848. október 22. Prónay Dezső politikus, evangélikus egyházi vezető
- 1849. január 15. Darányi Ignác jogász, agrárpolitikus, nagybirtokos, földművelésügyi miniszter
- 1849. január 28. Kováts Gyula jogász, egyházjogász, az MTA tagja
- 1849. március 13. Palóczi Antal magyar építész, városrendező
- 1849. július 29. Max Simon Nordau magyarországi, majd franciaországi német nyelvű újságíró
- 1849. szeptember 28. Saxlehner Emma magyar opera-énekesnő (alt), zenepedagógus
- 1849. október 13. Láng Lajos statisztikus, egyetemi tanár, miniszter
- 1849. november 10. Hampel József magyar régész, egyetemi tanár, az MTA tagja

### 1850–1873 között
- 1850. Dell’Adami Rezső jogász, ügyvéd, egyetemi és magántanár
- 1850. Gassi Ferenc magyar operaénekes (tenor), zeneszerző
- 1850. március 6. Mátrai Lajos György magyar szobrász
- 1850. március 21. Lechner Károly elmegyógyász, egyetemi tanár, az MTA tagja
- 1850. április 13. Alexander Bernát magyar filozófus, esztéta, színikritikus és szakfordító, az MTA tagja
- 1850. július 18. Deák-Ébner Lajos magyar festőművész
- 1851. január 1. Ábrányi Kornél, ifj. magyar író, újságíró
- 1851. november 4. Déchy Mór utazó, geográfus, földrajzi felfedező, a Kaukázus egyik első kutatója
- 1851. november 28. Wagner Gyula építész
- 1852. május 27. Maleczkyné Ellinger Jozefa magyar opera-énekesnő (szoprán)
- 1852. augusztus 18. Kropf Lajos mérnök, történész, az MTA tagja
- 1852. december 23. Fröhlich Izidor magyar elméleti fizikus
- 1853. október 7. Károlyi Árpád Ausztriában élő és tevékenykedő magyar történész, levéltáros, az MTA tagja
- 1854. Schwartz Anna táncosnő Makó Lajos első felesége
- 1854. március 1. Pecz Samu építész, műegyetemi tanár
- 1854. június 14. Böhm Gusztáv a Nemzeti Színház opera-rendezője
- 1855. január 17. Alpár Ignác magyar műépítész
- 1855. október 30. Aggházy Károly zeneszerző, zongoraművész, pedagógus
- 1856. január 15. Rakodczay Pál színész, színigazgató, szakíró, színháztörténész.
- 1856. május 29. Szécsi Antal magyar szobrász
- 1856. július 25. Strobentz Frigyes magyar festő, aki Münchenben alkotott
- 1856. augusztus 15. Bókay Árpád belgyógyász, farmakológus, egyetemi tanár, az MTA tagja, a Bókaytelep nevű budapesti városrész névadója
- 1857. Fenyéri Mór színész, drámaíró
- 1857. április 11. Weiss Manfréd nagyiparos, a Weiss Manfréd Acél- és Fémművek alapítója
- 1857. június 5. Doppler Árpád zeneszerző, zongorista, zongoratanár
- 1857. június 19. Ullmann Adolf közgazdász, a főrendiház tagja
- 1857. október 20. Tóth Béla újságíró, filológus, művelődéstörténész, író, műfordító
- 1858. január 1. Szászy-Schwarz Gusztáv jogász, egyetemi tanár, az MTA tagja
- 1858. január 11. Glück Frigyes szállodaiparos, várospolitikus, műgyűjtő, mecénás
- 1858. április 19. Bókay János magyar gyermekgyógyász, egyetemi tanár, az MTA tagja
- 1858. május 3. Madarász Gyula ornitológus, festőművész, a Magyar Nemzeti Múzeum madártani osztályának egykori vezetője
- 1858. július 24. Ábel Jenő az MTA tagja
- 1858. szeptember 15. Hubay Jenő hegedűművész, zeneszerző és pedagógus, az MTA tagja
- 1859. február 13. Quittner Zsigmond magyar építész
- 1859. február 27. Magyar Mannheimer Gusztáv festő, illusztrátor
- 1859. szeptember 4. Barna Izsó karmester, zeneszerző
- 1859. december 31. Weiss Fülöp bankelnök, közgazdász, felsőházi tag.
- 1860. január 8. Iszer Károly újságíró, sportszervező- és vezető, magyar labdarúgó, nemzeti labdarúgó-játékvezető. A Testnevelési Tanács előadó tanácsosa. A magyar labdarúgás egyik meghonosítója
- 1860. február 23. Bátor Szidor zenetanár, zeneszerző
- 1860. május 2. Herzl Tivadar író, politikus
- 1860. február 27. Kajlinger Mihály gépészmérnök, vízépítő, a Fővárosi Vízművek igazgatója
- 1860. szeptember 20. Ujváry Ignác magyar festő, az Iparművészeti Iskola tanára
- 1861. február 19. Jókai Róza magyar festő, író
- 1861. szeptember 5. Krepuska Géza fülész, egyetemi tanár, a modern magyar fülgyógyászat megalapítója
- 1862. november 26. Stein Aurél Kelet-kutató, az MTA tagja, aki brit alattvalóként lett világhírű
- 1863. Bruck Miksa festőművész
- 1863. január 4. Apáthy István természettudós, zoológus, az MTA tagja
- 1863. január 11. Aujeszky Aladár magyar mikrobiológus. A kutyák veszettség elleni kötelező oltásának bevezetője
- 1863. április 17. Tőry Emil építész, építészeti szakíró
- 1863. június 2. Bély Mihály polgári iskolai igazgató, testnevelési szakfelügyelő, az Országos Testnevelési Tanács előadó tanácsosa
- 1863. június 25. Gerlóczy Zsigmond orvos, egyetemi tanár
- 1863. június 29. Giergl Kálmán a magyar eklektika korszakának jelentős építésze
- 1863. július 11. Arany Dániel magyar matematikatanár
- 1863. július 28. Ponori Thewrewk István író, hírlapíró
- 1863. augusztus 28. Lenhossék Mihály anatómus, egyetemi tanár, az MTA tagja, a neurontan egyik megalapítója
- 1863. október 15. Springer Ferenc a magyar labdarúgás szervezője, ügyvéd, politikus a FTC első elnöke
- 1864. január 5. Barna Sándor író
- 1864. január 17. Neuschloss Kornél magyar építész
- 1864. augusztus 28. Solymossy Sándor magyar néprajzkutató, egyetemi tanár, az MTA tagja
- 1864. november 30. Dáni Balázs katonatiszt
- 1865. április 29. Jankovich Béla oktatáspolitikus, közgazdász, az MTA igazgatója, Magyarország vallás- és közoktatásügyi minisztere
- 1865. június 18. Horti Pál festő és iparművész
- 1865. augusztus 1. Széchenyi Andor világutazó
- 1865. augusztus 7. Tauszk Ferenc orvosdoktor, belgyógyász, egyetemi magántanár, a budapesti szegénysorsú tüdőbetegek szanatórium-egyesületének főtitkára
- 1865. december 26. Róth Miksa üvegfestő
- 1866. január 6. Tangl Ferenc fiziológus, humán és állatorvos, egyetemi tanár, az MTA tagja
- 1866. április 26. Kohner Adolf nagybirtokos, nagyiparos, bankigazgató, az Országos Képzőművészeti Társulat elnöke, a szolnoki művésztelep egyik alapítója
- 1866, április 27. Szamossy László festőművész, zenész
- 1866. június 16. Serényi Béla politikus, miniszter
- 1866. június 18. Korányi Sándor orvos, egyetemi tanár, az MTA tagja
- 1866, július 10. Szapáry Lőrinc diplomata
- 1866. december 1. Széchényi Dénes diplomata
- 1867. április 17. Lőrenthey Imre paleontológus, geológus, egyetemi tanár, az MTA tagja
- 1868. Rott Sándor magyar színész, rendező, színigazgató
- 1868. február 3. Füzeséry Árpád magyar sportvezető, ügyvéd
- 1868. március 13. Jankó János földrajz- és néprajztudós
- 1868. április 12. Zboray Aladár író, újságíró, költő
- 1868. augusztus 4. Frommer Rudolf gépészmérnök, feltaláló, a Frommer pisztolyok kifejlesztője
- 1868. november 7. Komor Marcell magyar építész, a Lechner Ödön által kezdeményezett nemzeti szecessziós irányzat nagy alakja
- 1869. január 4. Lyka Károly magyar művészettörténész, kritikus, festő
- 1869. február 19. Beck Vilmos operaénekes
- 1869. április 11. Harkányi Béla csillagász, matematikus, egyetemi tanár az MTA tagja
- 1869. május 19. Toroczkai Wigand Ede építész, iparművész, író
- 1869. június 1. László Fülöp Elek portréfestő
- 1869. július 8. Kandó Kálmán mérnök, a nagyfeszültségű háromfázisú váltakozó áramú vontatás első alkalmazója mozdonyoknál, a fázisváltó kidolgozója, a vasút-villamosítás úttörője
- 1869. szeptember 22. Hornyánszky Gyula klasszika-filológus, történész, egyetemi tanár, történetfilozófus, szociológus, a Magyar Társadalomtudományi Társulat főtitkára, majd elnöke; az MTA tagja
- 1869. szeptember 25. Áldásy Antal egyetemi tanár, a Magyar Tudományos Akadémia tagja
- 1869. november 17. Ignotus publicista, műkritikus, költő, író
- 1870. március 30. Falk Zsigmond író, szerkesztő
- 1870. szeptember 23. Székács Elemér növénynemesítő, gazdasági író, mezőgazdász
- 1870. november 25. Perényi Zsigmond magyar politikus, Friedrich István kormányának belügyminisztere
- 1871. február 11. Bokányi Dezső népbiztos
- 1871. május 28. Éber László művészettörténész, műfordító, tanár, az MTA tagja
- 1871. december 16. Jordán Károly matematikus, egyetemi tanár, az MTA tagja.
- 1872. február 28. Rexa Dezső irodalomtörténész, helytörténész, nyelvész, író
- 1872. május 8. Margó Ede szobrász
- 1872. november 4. Kotász Károly festőművész, grafikus
- 1872. december 26. Schulek János építészmérnök